# SN 2007uy
SN 2007uy — сверхновая звезда типа Ib, вспыхнувшая 31 декабря 2007 года в галактике NGC 2770, которая находится в созвездии Рысь.

## Характеристики
Сверхновая была зарегистрирована японским астрономом-любителем Ёдзи Хиросэ (англ. Yoji Hirose). Прародителем сверхновой была массивная звезда с чрезвычайно малым количеством водорода, лишившаяся внешних слоёв ещё до взрыва. Класс подобных сверхновых был открыт сравнительно недавно: в 1985 году.
Расположена SN 2007uy в 20,6" к западу и в 15,5" к югу от ядра родительской галактики. Расстояние до неё оценивается приблизительно в 84 миллиона световых лет. Астрономов заинтересовало то, что в данной галактике были зарегистрированы ещё две сверхновых, относящихся к редкому типу Ib, и все три вспышки произошли в течение короткого промежутка времени — 10 лет. Причину этого феномена пока выяснить не удаётся, хотя, скорее всего, он обусловлен чистой случайностью, нежели какими-то исключительными особенностями NGC 2770.